# NGC 132
NGC 132 (również PGC 1844 lub UGC 301) – galaktyka spiralna z poprzeczką (SBbc), znajdująca się w gwiazdozbiorze Wieloryba. Odkrył ją William Herschel 25 grudnia 1790 roku.
W galaktyce tej zaobserwowano do tej pory jedną supernową – SN 2004fe.